# Helmut Leder
Pour les articles homonymes, voir Leder.
Helmut Leder, né le 19 décembre 1963 à Bardenberg en Allemagne, est professeur de psychologie dans le département de recherche de psychologie basique et de méthodes de recherche à la faculté de psychologie à l’université de Vienne en Autriche. Il est actuellement responsable du département de recherche de psychologie basique et responsable de la plateforme de recherche en sciences cognitives. Il a obtenu sa maîtrise en psychologie en 1990 de l'École supérieure polytechnique de Rhénanie-Westphalie (RWTH) en Allemagne ainsi que son PhD en psychologie en 1995 de l’université de Fribourg. Ses recherches dans le domaine de l’expérimentation esthétique ont pour but de clarifier le processus psychologique qui est élaboré dans la reconnaissance de l’art et de l’esthétique. Il a été président de l’association internationale de l’esthétique empirique et professeur de l’académie italienne à l’université de Columbia aux États-Unis.

## Début de carrière
Les premiers travaux de Helmut Leder se sont concentrés sur les processus de perception qui sous-tendent la perception et la reconnaissance des visages humains, en particulier le processus de traitement des informations relationnelles. Il a développé au sein de ce domaine une ligne de recherches sur les facteurs qui contribuent à l’évaluation de l’attractivité faciale. Un autre de ses principaux sujets de recherche fut l’impact du designsur l’expertise et l’utilisabilité, en particulier en ce qui concerne l’intérieur des voitures et les verres de lunettes.

## Travaux et recherche
En 2004 Helmut Leder a créé le Research Focus on Psychological Aesthetics, the EVAL (Empirical visual Aesthetics research lab) à travers lequel tout en poursuivant sur la ligne de ses recherches antérieures, il a développé un large programme de recherche à propos de la psychologie des arts et de l’esthétique. Ce programme a été introduit en tant que modèle cognitif de l’appréciation de l’art dans un article publié dans le British Journal of Psychology. Ce modèle a permis de donner un cadre à de nombreuses études sur les fondations cognitives de l’art, la neuro-esthétique, le design, et le design en ligne, entre autres. Une étude révèle qu’il s’agit de la plus citée de tous les articles publiés dans la revue britannique de psychologie depuis 2004 et de la deuxième la plus citée depuis sa publication. Helmut Leder a des projets de recherche en cours pour l’étude de l’attractivité faciale, la reconnaissance de l’art, le lien entre le cerveau et l’art, l'impact de la beauté sur le cerveau,, ainsi que des projets de recherche avec le département de l’histoire de l’art de l’université de Vienne (Professeur Rosenberg) et l’université des Arts appliqués à Vienne. Son équipe a également publié un nombre d’études muséales en collaboration avec le musée du Belvédère, le Musa, et l’Albertine, avec la galerie Raum mit Licht à Vienne et collabore avec d’autres institutions internationales, comme le musée Guggenheim. Une partie de ses recherches ont également été mentionnées en 2018-2019 dans l’exposition Beauté de Sagmeister & Walsh, d’abord dans le MAK à Vienne en Autriche et ensuite à Francfort et à Hambourg en Allemagne.

## Poste actuel
Depuis 2004 Helmut Leder est professeur à temps plein à l’université de Vienne et il est responsable du département de recherche en psychologie basique et des méthodes de recherche. Depuis 2007 il est également responsable de la plateforme de la recherche en sciences cognitives à l’université de Vienne.

## Distinctions
Les travaux de recherche de Helmut Leder ont reçu des prix par les principales associations professionnelles dans le domaine de la psychologie esthétique. En 2020 il a reçu le prix Alexander-Gottlieb-Baumgarten de l’association internationale de l’esthétique empirique,. En 2004 il a reçu le prix Daniel E. Berlyne de l’association américaine de psychologie (APA), Division 10: Society for the Psychology of Aesthetics Creativity and the Arts. En 2008 il a reçu une bourse internationale de l’association internationale de l’esthétique empirique. En 2020 il a reçu le prix Arnheim de l’association américaine de psychologie, Div.10, for Outstanding Achievement in Psychology and the Arts. [6]

## Sélection de publications
- Leder, H. and Bruce, V. (2000). When inverted faces are recognized: The role of configural information in face recognition. Quarterly Journal of Experimental Psychology Section A-Human Experimental Psychology, 53: 513-536.
- Leder, H., Belke, B., Oeberst, A. and Augustin, D. (2004). A model of aesthetic appreciation and aesthetic judgements. British Journal of Psychology, 95: 489-508.
- Leder, H., Goller, J., Forster, M., Schlageter, L., & Paul, M. A. (2017). Face inversion increases attractiveness. Acta Psychologica, 178(July 2017), 25–31. DOI: 10.1016/j.actpsy.2017.05.005
- Pelowski, M., Markey, P., Lauring, J., & Leder, H. (2016). Visualizing the impact of art: An update and comparison of current psychological models of art experience. Frontiers in Human Neuroscience, 10, 160. doi: 10.3389/fnhum.2016.00160
- Leder, H. and Carbon, C. C. (2006). Face-specific configural processing of relational information. British Journal of Psychology, 97: 19-29.
- Leder, H., & Nadal, M. (2014). Ten years of a model of aesthetic appreciation and aesthetic judgments: The aesthetic episode – Developments and challenges in empirical aesthetics. British Journal of Psychology. 443-464. DOI: 10.1111/bjop.1208.
- Pelowski, P., Markey, M., Forster, M., Gerger, G., & Leder, H. (2017). Move me, astonish me… delight my eyes and brain: The Vienna Integrated Model of top–down and bottom–up processes in Art Perception (VIMAP) and corresponding affective, evaluative, and neurophysiological correlates. Physics of Life Reviews.